# Sagalassa metallica
Sagalassa metallica is een vlinder uit de familie Brachodidae. De wetenschappelijke naam van de soort is voor het eerst geldig gepubliceerd in 1856 door Francis Walker.